# Fernando I de Médici
Fernando I de Médici (en italiano: Ferdinando I de' Medici; Florencia, 30 de julio de 1549-Florencia, 17 de febrero de 1609) fue el tercer gran duque de Toscana entre 1587 y 1609. Quinto hijo del duque Cosme I de Médici y de Leonor Álvarez de Toledo y Osorio, fue ordenado cardenal en 1562, con trece años de edad. Edificó la Villa Médici en Roma, adquiriendo muchas obras de arte que trasladó a Florencia a su regreso. Fue el sucesor de su hermano, Francisco I de Médici, como gran duque en 1587, con treinta y ocho años.

## Biografía

### Primeros años

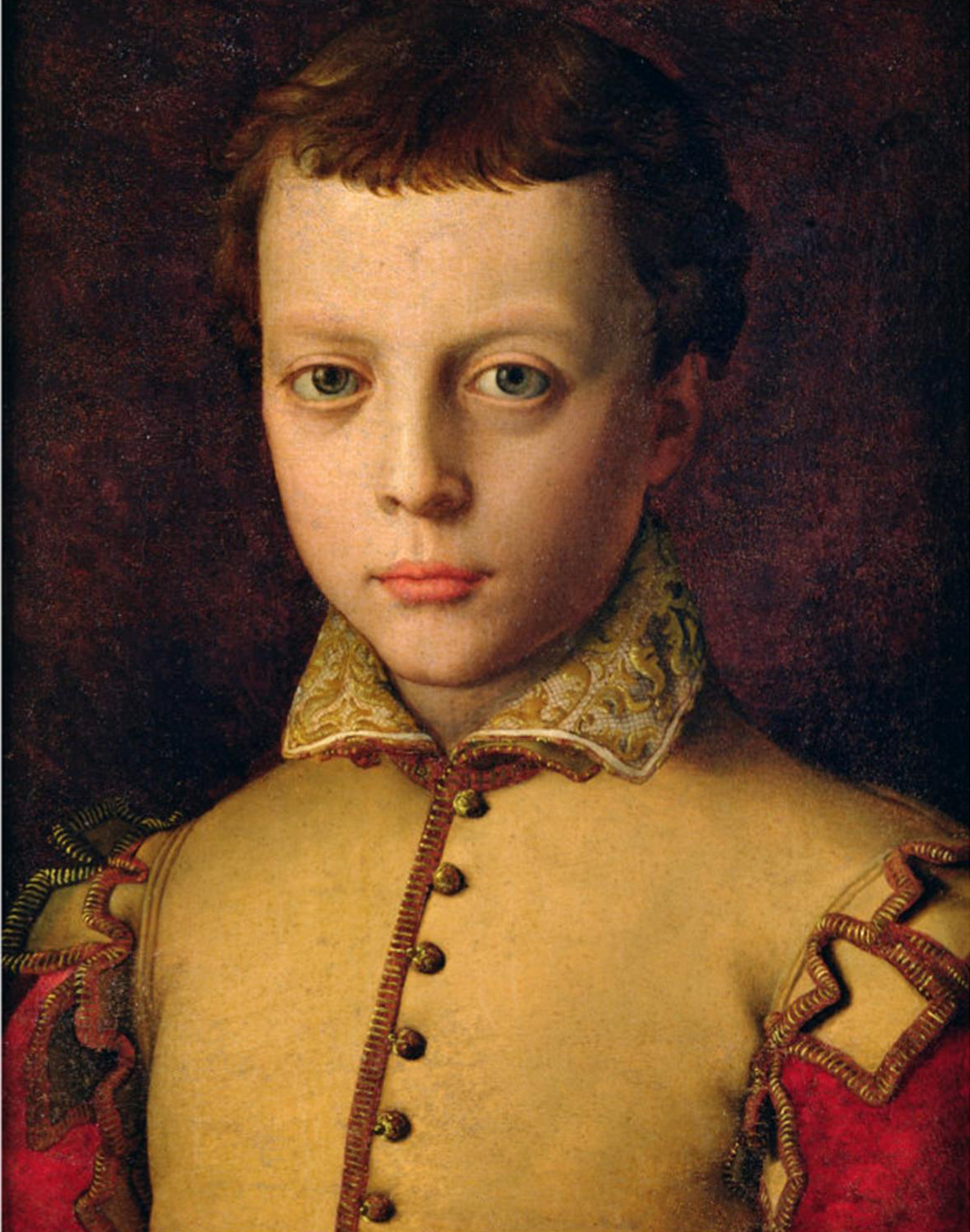
Fernando de Médici en su infancia, por Bronzino.

Fernando fue el quinto hijo (el tercero que sobrevivía al momento de su nacimiento) de Cosme I de Médici, Gran Duque de Toscana, y Leonor de Toledo, hija de Pedro Álvarez de Toledo, Marqués de Villafranca, virrey español del Reino de Nápoles.
Fue nombrado Cardenal en 1562 a la edad de 13 años, pero nunca fue ordenado sacerdote. En Roma, demostró ser un hábil administrador. Fundó la Villa Médici en Roma. Adquirió la gran colección de antigüedades establecida por Andrea della Valle en 1584, así como otras obras de arte como los leones de los Médici. Estas se dividieron posteriormente entre los diversos patrimonios de los Médici.

### Gran duque
Cuando su hermano Francisco murió en 1587, presumiblemente de malaria, Fernando le sucedió como gran duque de Toscana a la edad de 38 años.
A diferencia de su hermano, Fernando fue un administrador capaz, como ya lo había demostrado en Roma. Retuvo el cargo cardenalicio después de ser nombrado gran duque, hasta su matrimonio con Cristina de Lorena en 1589. A su muerte, acaecida en 1609, dejó cuatro hijos, el mayor de los cuales, Cosme, heredó el trono ducal con diecinueve años. La hija de Fernando, Claudia de Médici (1604-1666), contrajo matrimonio con el duque de Urbino, Federico Ubaldo della Rovere.

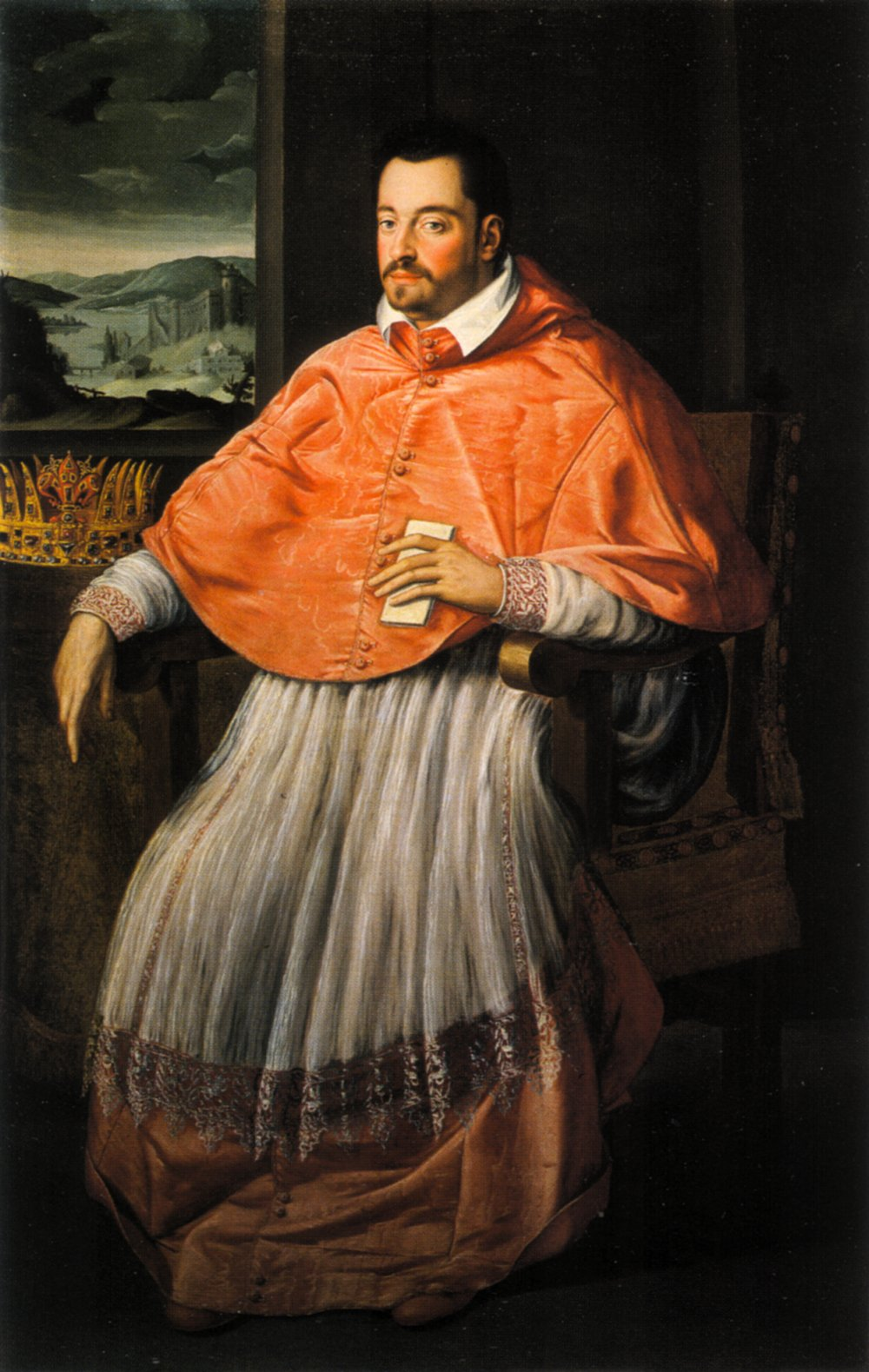
Fernando I de Médici como cardenal (1588).

Accesible y generoso, se propuso gobernar de forma indulgente, restableciendo el sistema judicial y preocupándose sinceramente por el bienestar de sus súbditos. Durante su gobierno, Toscana resucitó y recuperó la independencia perdida durante el gobierno de su hermano.

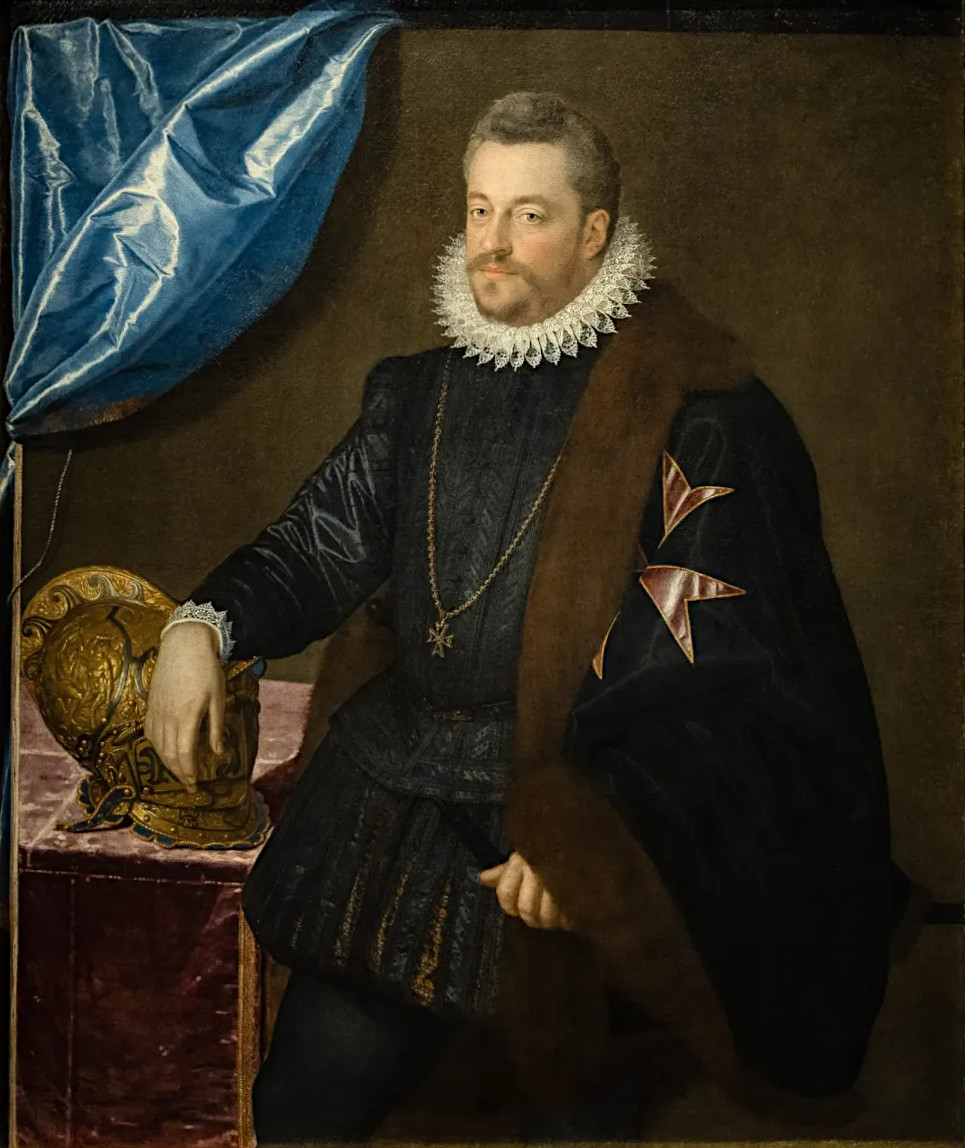
Fernando I de Médici como gran duque de Toscana, por Scipione Pulzone (1590).

Fernando fomentó el comercio y obtuvo grandes riquezas a través de los bancos de los Médici, que estaban presentes en las mayores ciudades de Europa. Promulgó un edicto de tolerancia hacia los judíos y los heréticos, de forma que Livorno se convirtió en un puerto de acogida de los judíos sefarditas, expulsados de la península ibérica en 1492, así como para otros forasteros perseguidos.

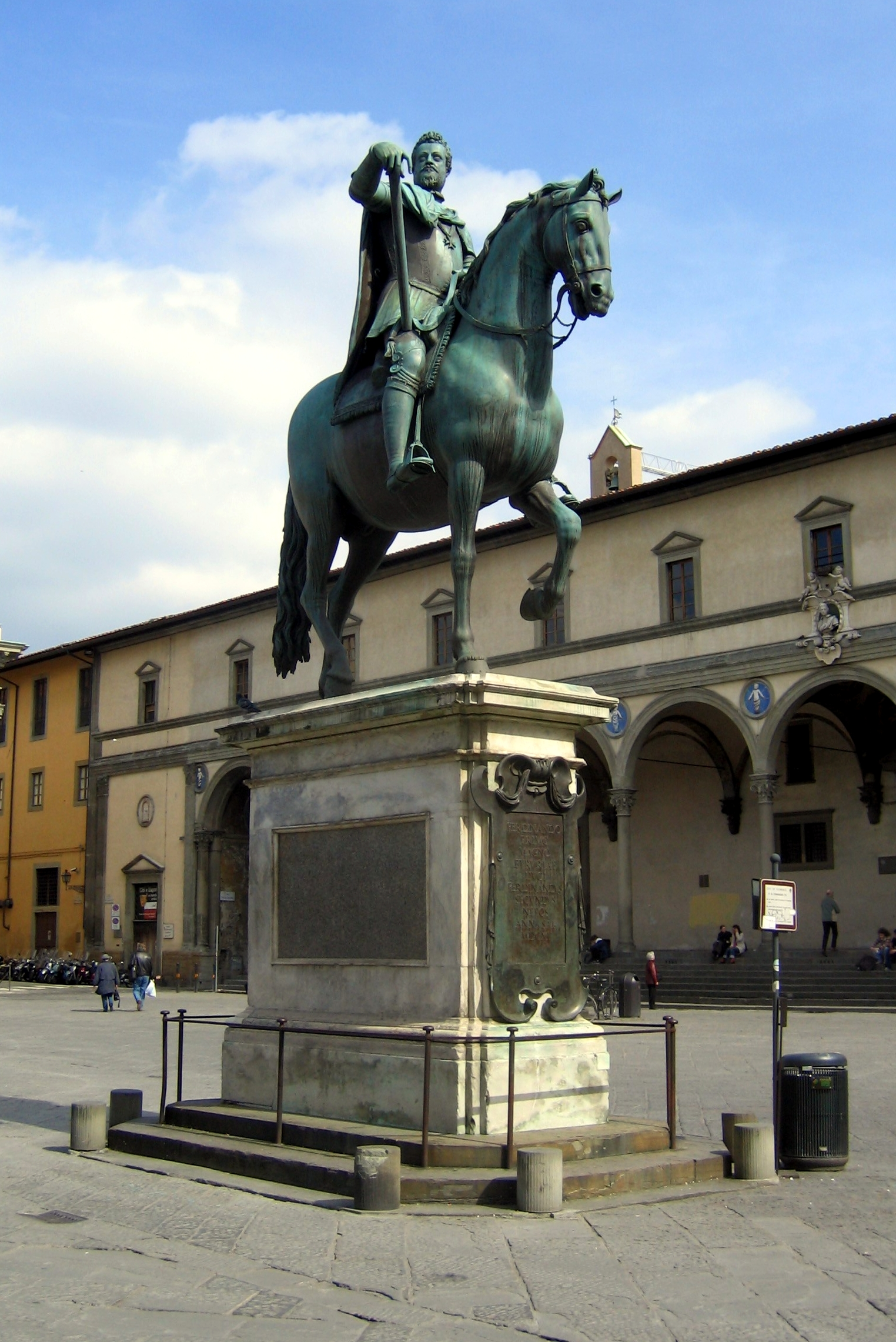
Estatua ecuestre de bronce de Fernando I de Médici en la plaza de la Santissima Annunziata, obra de Giambologna, completada por su ayudante, Pietro Tacca.

Mejoró el puerto de Livorno que su padre había construido, a la vez que desvió parte del curso del río Arno en un canal llamado Naviglio, a través del cual impulsó el comercio entre Florencia y Pisa. Fomentó un proyecto de irrigación en el Val di Chiana, que permitió cultivar las llanuras de alrededor de Pisa y Fucecchio, así como en el Valle de Nievole.
Respecto a su política exterior, intentó liberar Toscana de la dominación española. Tras el asesinato del rey Enrique III de Francia, en 1589, apoyó al futuro Enrique IV de Francia en sus disputas con la Liga Católica. Fernando prestó dinero a Enrique y le encomendó convertirse al catolicismo, como finalmente hizo. Fernando también usó sus influencias con el Papa para convencerle de que aceptara la conversión de Enrique.
Enrique no demostró mucho aprecio tras estos favores, por lo que su relación con Fernando se enfrió, esforzándose este último en mantener su apreciada independencia. Apoyó al rey Felipe II de España en su campaña en Argelia, y al Sacro Imperio Romano Germánico contra la amenaza del Imperio otomano. Para acometer esas empresas creyó necesario subir los impuestos a sus súbditos. Obtuvo finalmente el reconocimiento oficial de su posesión sobre Siena, que su padre había conquistado.
También fortaleció la flota toscana, asistiendo a importantes victorias sobre los piratas bereberes (1607), y venciendo a una flota superior de los otomanos al año siguiente.
El mayor logro cultural de Florencia durante el reinado de Fernando fue la introducción de la ópera en Europa. Para la boda de su sobrina, María de Médici, con el rey Enrique IV de Francia en 1600, su corte patrocinó una suntuosa representación de una de las primeras óperas notables, Eurídice, de Jacopo Peri.
A su muerte, en 1609, fue sucedido por su hijo mayor, Cosme, que gobernó como Cosme II de Médici.

## Tentativa colonial
Fernando I hizo la única tentativa italiana de crear colonias en América. Para ello, el gran duque organizó en 1608 una expedición hacia el norte de Brasil, bajo el mando del capitán inglés Robert Thornton.

Nei primi anni del Seicento Ferdinando I di Toscana valuta la possibilità di una colonia brasiliana....Ferdinando fa armare una caravella e una tartana nel porto di Livorno e le affida al capitano Thornton.
En los primeros años del siglo XVII Fernando I de Toscana considera la posibilidad de hacer una colonia en Brasil...Fernando prepara una "carabela" y una "tartana" en el puerto de Livorno y las asigna al capitán Thornton.

Desafortunadamente, Thornton, a su regreso del viaje preparatorio en 1609 (había estado en el río Amazonas), encontró muerto a Fernando I y su sucesor, Cosme II, abandonó el proyecto.

## Descendencia
| Nombre          | Nacimiento              | Fallecimiento           | Referencias |
| --------------- | ----------------------- | ----------------------- | --- |
| Cosme II        | 12 de mayo de 1590      | 28 de febrero de 1621   | Se casó con la archiduquesa María Magdalena de Austria, hermana del emperador Fernando II del Sacro Imperio Romano Germánico. |
| Leonor          | 10 de noviembre de 1591 | 22 de noviembre de 1617 | Permaneció soltera. |
| Catalina        | 2 de mayo de 1593       | 17 de abril de 1629     | Se casó con Fernando Gonzaga, duque de Mantua.                                                                                |
| Francisco       | 14 de mayo de 1594      | 17 de mayo de 1614      | Permaneció soltero. |
| Carlos          | 19 de marzo de 1595     | 17 de junio de 1666     | Fue cardenal. |
| Filippino       | 9 de abril de 1598      | 3 de abril de 1602      | |
| Lorenzo         | 1 de agosto de 1599     | 15 de noviembre de 1648 | Permaneció soltero. |
| María Magdalena | 29 de junio de 1600     | 28 de diciembre de 1633 | Nacida deforme, transcurrió su vida en un monasterio.                                                                         |
| Claudia         | 4 de junio de 1604      | 25 de diciembre de 1648 | Se casó con Federico Ubaldo della Rovere, duque de Urbino y, en segundas nupcias, con el archiduque Leopoldo V de Habsburgo.  |

## Ascendencia
| Fernando I de Toscana | Padre: Cosme I de Médici                 | Abuelo paterno: Juan de Médici                   | Bisabuelo paterno: Juan de Pierfrancesco de Médici       |
| Fernando I de Toscana | Padre: Cosme I de Médici                 | Abuelo paterno: Juan de Médici                   | Bisabuela paterna: Catalina Sforza                       |
| Fernando I de Toscana | Padre: Cosme I de Médici                 | Abuela paterna: María Salviati                   | Bisabuelo paterno: Jacobo Salviati                       |
| Fernando I de Toscana | Padre: Cosme I de Médici                 | Abuela paterna: María Salviati                   | Bisabuela paterna: Lucrecia de Lorenzo de Médici         |
| Fernando I de Toscana | Madre: Leonor Álvarez de Toledo y Osorio | Abuelo materno: Pedro Álvarez de Toledo y Zúñiga | Bisabuelo materno: Fadrique Álvarez de Toledo y Enríquez |
| Fernando I de Toscana | Madre: Leonor Álvarez de Toledo y Osorio | Abuelo materno: Pedro Álvarez de Toledo y Zúñiga | Bisabuela materna: Isabel de Zúñiga                      |
| Fernando I de Toscana | Madre: Leonor Álvarez de Toledo y Osorio | Abuela materna: María Osorio Pimentel            | Bisabuelo materno: Luis Pimentel y Pacheco               |
| Fernando I de Toscana | Madre: Leonor Álvarez de Toledo y Osorio | Abuela materna: María Osorio Pimentel            | Bisabuela materna: Juana Osorio y Bazán                  |